# World in Conflict
World in Conflict é um jogo de Táticas em Tempo Real (RTS)  desenvolvido pela Massive Entertainment, e lançado pela Sierra Entertainment para Windows em 18 de Setembro de 2007 na América do Norte, em 20 de Setembro na Austrália e Nova Zelândia, em 21 de Setembro na Europa e no Brasil. No jogo, você deve comandar tropas estadounidenses no que seria um cenário de guerra alternativo a Guerra Fria, batalhando contra as tropas soviéticas pela conquista do mundo; na expansão Soviet Assault, lançada em 2009, você também pode comandar os soviéticos ao invés dos americanos.

## Jogabilidade
World in Conflict é um jogo do estilo estratégia e aventura, porém muitos ainda o consideram um jogo de ação, e baseia-se em um trabalho em equipe para cumprir os diversos objetivos. Tais objetivos ainda baseiam-se em possuir o maior número de pontos de comando para vencer os oponentes. Assim os jogadores deverão escolher entre Air (Ar, usando helicópteros); Armor (Blindagen, com  tanques de guerra); Infrantary (Infantaria, com soldados armados); e Support (Suporte, com artilharia, reparos e  anti-aéreos). Os jogadores ainda tem Tatical Aids, que servem como apoio que vêm de fora do campo de batalha, como jatos de combate, bombardeiros, entre outros.

### Multiplayer
World in Conflict possui um complexo modo de jogo multiplayer, sendo que o jogador desafia outros jogadores de várias partes do mundo em busca de pontos e de uma boa classificação, que é ganho durante as partidas; assim o grupo de jogadores formam um único exército contra outro grupo, simulando uma guerra e um bom trabalho em equipe. Dependendo de uma certa quantidade de pontos, o jogador sobe sua patente, sendo baseado na hierarquia do exército americano. Assim os jogadores podem escolher uma das 2 facções possíveis (URSS ou OTAN ) e o estilo de jogo para ser usado em vários dos mapas baseados em territórios europeus e americanos. Os tipos de jogo são 2:
- Dominação, onde os jogadores precisa capturar e fortificar pontos de comando.

- Assaulto, em que um time tem de defender certos pontos de comando e outro tem que atacar até o máximo possível, após o término da primeira rodada, o time que atacava agora defende e vice-versa.

- Cabo de guerra, onde os jogadores precisam "esmagar" o oponente pra fora de campo em um tipo de fronteira.

### CampanhaSingle Player
Na campanha o jogador passa por um momento crítico da guerra fria, usando várias táticas para ajudar os Estados Unidos da América contra a URSS. O enredo do jogo se passa em 1989, quando problemas economicos tormentam a União Soviética e ameaçam dissolvê-la. Porém, o jogo se focaliza em uma história alternativa em que a União Soviética não entra em colapso e ao invés disso inicia uma guerra para se manter no poder.

### Enredo
O jogador vivencia a guerra através do olhos do tenente Parker do Exército Americano. No começo do jogo ele está de folga em Seattle quando a cidade é invadida de surpresa por forças Soviéticas. Durante o curso do jogo, Parker é promovido à patente de Capitão.
O jogador controla Parker enquanto a Europa e os Estados Unidos se defendem dos Soviéticos através de várias frentes de combate, desde à costa oeste dos EUA durante a invasão de Seattle até a defesa da Europa por forças da OTAN, especialmente na costa da França. Dois Comandantes que lutam ao lado de Parker são: Capitão Mark Bannon e Capitão (mais tarde promovido à Major) James Webb. O trio está sob comando do Coronel Jeremiah Sawyer que voltara recentemente de sua aposentadoria.
O jogo segue uma história alternativa, em que a Guerra Fria não terminou em 1989. Durante a década de 80, a União Soviética se encontrava incapaz de competir com os EUA por causa de sua economia falida e desorganizada. Fundos para programas nucleares Soviéticos e para arsenais bélicos convencionais tornavam-se escassos. Isso levou a cortes constantes no setor civil, o que levou a grandes fomes e faltas de suprimentos. Como resultado, o partido comunista Soviético decide chantagear a Europa Ocidental; Se os Europeus não cederem a ajuda de que os soviéticos tanto necessitam, eles invadirão a Europa e tomarão a ajuda à força.
A OTAN viu a ameaça sovíetica como um mero blefe e tentou organizar um fim à crise através de meios diplomáticos. Enquanto a crise continuava, os aliados soviéticos do Pacto de Varsóvia aumentaram seu nível de prontidão militar, forçando a OTAN a fazer o mesmo. Os soviéticos eventualmente invadem a Alemanha Ocidental e encontram uma OTAN despreparada. Enquanto as batalhas continuam, forças americanas chegam para ajudar a OTAN com forças renovadas, que conseguem pelo menos conter o avanço Soviético.
Várias semanas antes da invasão de Seattle, Tenente Parker, Capitão Bannon e Coronel Sawyer eram parte da presença Americana na França. Eles foram posicionados ao sul da França, após os Soviéticos invadirem pelo mar. Parker, Bannon e Sawyer trabalhavam junto com um líder do batalhão local, Comandante Jean-Baptiste Sabatier. As forças de OTAN tentam parar o avanço Soviético em Marseilles. Enquanto batalhas são vencidas, um Bannon com excesso de confiança e com desejo de glória acaba decidindo abandonar sua posição junto de Sabatier e manda seus tanques para ajudar Parker, contrariando as ordens de Sawyer. Os Soviéticos aproveitam essa fraqueza na linha de frente e iniciam um forte ataque contra Sabatier, matando-o. os Soviéticos são eventualmente repelidos de volta ao Mediterrâneo.
Duramente repreendido por Sawyer, a culpa de Bannon por suas ações chegam a um ponto crítico quando tropas da OTAN se infiltram no norte da União Soviética numa missão de reconhecimento. Durante a missão, Bannon acaba matando soldados Soviéticos que se rendiam enquanto apoiava a missão. Sawyer, furioso com a incompetência de Bannon, tenta tranferí-lo para outra unidade, mas o pedido é negado porque oficiais são perdidos por dia na Alemanha. Detalhes da missão de reconhecimento indicam que existem planos para atacar a costa leste dos Estados Unidos. Outra operação é iniciada para impedir o ataque, mas é apenas parcialmente bem sucedida, pois os Soviéticos ainda conseguem destruir a base naval de Norfolk. Uma invasão limitada da cidade de Nova York por Spetsnaz Soviéticos centralizada na Ilha da Liberdade, Ilha Ellis e Ilha do Governador também é lançada com a intenção de chantagear o governo dos EUA a fim de retirar as tropas americanas da Europa, mas é impedida com a ajuda de Sawyer e seus oficiais que foram chamados de volta da Europa. Com a ameaça ao solo Americano aparentemente terminada, Parker vai à Seattle de folga para ver sua família, e Sawyer finalmente consegue transferir Bannon para um depósito militar também em Seattle. A inteligência americana não sabia da invasão inevitável de Seattle.
Várias semanas depois, a União Soviética ataca os EUA usando o disfarce de navios de contâiners para desembarcar suas tropas e rapidamente tomam Seattle de surpresa. Com grande parte do exército Americano lutando na Europa junto com aliados da OTAN, os Soviéticos avançam rapidamente pela cidade.
Bannon e Parker são pegos de surpresa durante a invasão, e Bannon, o único oficial com patente restante, consegue organizar uma retirada decente com a ajuda de Parker. Apesar de seus esforços, a cidade de Seattle é perdida.
Coronel Sawyer e seus subordinados se unem rapidamente para proteger os civis que ainda conseguem fugir, e conseguem pelo menos reduzir a velocidade do avanço russo. Após algum tempo se agrupando, os Soviéticos começam a próxima etapa de seu plano, e avançam em direção das montanhas de Cascade Falls. As forças Americanas conseguem se reagrupar nas montanhas numa tentativa desesperada de proteger o Forte Teller, o Quartel-General do projeto "Guerra nas Estrelas". O projeto era supostamente capaz de derrubar mísseis nucleares de longo alcançe, mas, na verdade, era apenas uma fachada. O projeto não funcionava, mas a ameaça de sua existência prevenia um ataque nuclear Soviético. Para manter esse segredo, a defesa do forte deveria ser montada como se fosse verdade, pois se o projeto fosse revelado, a guerra poderia escalar para uma guerra nuclear. A batalha eventualmente atraiu grande parte da força de invasão, e apesar dos esforços de Sawyer e seus homens, os Soviéticos possuíam vantagem numérica, e um ataque nuclear tático foi ordenado para destruí-los. Capitão Bannon, com remorso devido à suas ações no passado, decide se redimir e é voluntário para ficar para trás com sua companhia e manter o ataque, atraindo mais forças Soviéticas. Bannon pede perdão ao Coronel, e ele e sua unidade sacrificam suas vidas para manter o segredo de Forte Teller seguro. As forças americanas conseguem lidar com os Soviéticos restantes.
A China oficialmente entra na guerra ao lado dos Soviéticos, mandando uma armada naval para reforçar os Soviéticos em Seattle. O presidente ordena um ataque nuclear à Seattle se as tropas Americanas não conseguirem retomar a cidade antes dos Chineses chegarem. Vendo a morte de Bannon e a necessidade de usar uma arma nuclear em próprio solo Americano como um fracasso, Coronel Sawyer ordena suas forças e à Parker e Webb que quebrem as defesas Soviéticas e recuperem a cidade à todo o custo. Após um ataque final desesperado, as forças de Sawyer conseguem penetrar na cidade. Porém, Webb é gravemente ferido por uma bala direcionada à Sawyer, e Parker é deixado no comando da defesa resistindo o contra-ataque Soviético maciço. Finalmente reforços chegam, e Seattle está segura nas mãos dos Americanos. Os chineses abortam a invasão, pois não possuem equipamento necessário para um ataque anfíbio em grande escala.
O jogo conclui com um aviso de que Parker pode ser chamado à luta a qualquer momento, pois a guerra continua na Europa e em outros lugares, indicando uma possível expansão.

## Requisitos

### Requisitos mínimos
- Processador 2.0 Ghz (2.2 GHz Vista)
- 512 MB RAM (1 GB Vista)
- Placa de vídeo: 
  - DX9.0C: NVIDIA Geforce 6600GT ou superior
  - DX10: NVIDIA Geforce 8500 ou superior
- 8.0 GB de espaço livre Descompactado no Disco Rígido
- Windows XP/Vista

### Requisitos recomendados
- Processador 2.5 Ghz
- 1 GB RAM (1.5 GB Vista)
- Placa de vídeo:
  - DX9.0C: NVIDIA Geforce 7600GT ou superior
  - DX10: NVIDIA Geforce 8600GT ou superior
  - Geforce 4 MX, Radeon 8500 e 9200 não suportadas